# Буру (округ)
Буру́ (індонез. Buru) — один з 9 округів у складі провінції Малуку у складі Індонезії. Адміністративний центр — селище Намлеа.
Населення — 128870 осіб (2012; 361698 в 2010).

## Історія
2008 року від округу було відокремлено декілька районів, які утворили окремий округ Південне Буру — Ваєсама, Лексула, Кепала-Мадан, Намроле та Амбалау.
2012 року були утворені нові райони:
- Лолонг-Губа та Ваєлата утворилися із частин району Ваєапо;
- Фена-Леїсела утворився із частини району Аїр-Буая;
- Лільялі утворився із частини району Намлеа;
- Телук-Каїєлу утворився із частин районів Ваєапо та Бату-Буал.

## Адміністративний поділ
До складу округу входять 10 районів, 4 селища та 78 сіл:
| Райони       | Населення, осіб (2010) | Центр    | Селища | Села |
| ------------ | ---------------------- | -------- | ------ | ---- |
| Аїр-Буая     | 18927                  | Аїр-Буая | 0      | 10   |
| Бата-Буал    | 8147                   | Ілатх    | 0      | 5    |
| Ваєапо       | 34153                  | Ваєгерен | 1      | 6    |
| Ваєлата      | -                      | -        | 0      | 10   |
| Ваплау       | 10000                  | Ваплау   | 0      | 10   |
| Лільялі      | -                      | -        | 0      | 5    |
| Лолонг-Губа  | -                      | -        | 0      | 10   |
| Намлеа       | 37218                  | Намлеа   | 3      | 4    |
| Телук-Каїелу | -                      | -        | 0      | 5    |
| Фена-Леїсела | -                      | -        | 0      | 13   |

## Найбільші населені пункти
| Населений пункт | Населення, осіб (2010) |
| --------------- | ---------------------- |
| Намлеа          | 21 841                 |
| Вамлана         | 6 961                  |
| Ваєнетат        | 4 937                  |
| Ілатх           | 4 745                  |
| Парбулу         | 2 692                  |
| Ваєло           | 2 682                  |
| Джікумераса     | 2 621                  |
| Аїр-Буая        | 2 529                  |
| Ваєгерен        | 2 368                  |
| Ваєкасар        | 2 281                  |